# Queen Elizabeth II Bridge
Queen Elizabeth II Bridge – drogowy most wantowy o wysokości 137 m i długości 812 m, nad Tamizą, w południowo-wschodniej Anglii. Został otwarty w 1991 roku przez królową Elżbietę II.
Most jest jednym z elementów przeprawy Dartford Crossing, stanowiącej fragment autostradowego pierścienia wokół Londynu. Został wybudowany obok dwóch wcześniej istniejących tuneli pod Tamizą (Dartford Tunnels). Po oddaniu mostu ruch w obu tunelach odbywa się tylko w kierunku północnym, a most obsługuje ruch w kierunku południowym. Przejazd przez most, podobnie jak przez tunele, jest płatny w porze dziennej.
W dniu otwarcia most był największym w Europie mostem wantowym. W 2008 jego główne przęsło było drugim co do wielkości przęsłem mostu wantowego w Wielkiej Brytanii za Second Severn Crossing (6 m dłuższy i otwarty w 1996) i 34. największym na świecie.